# Geof Darrow

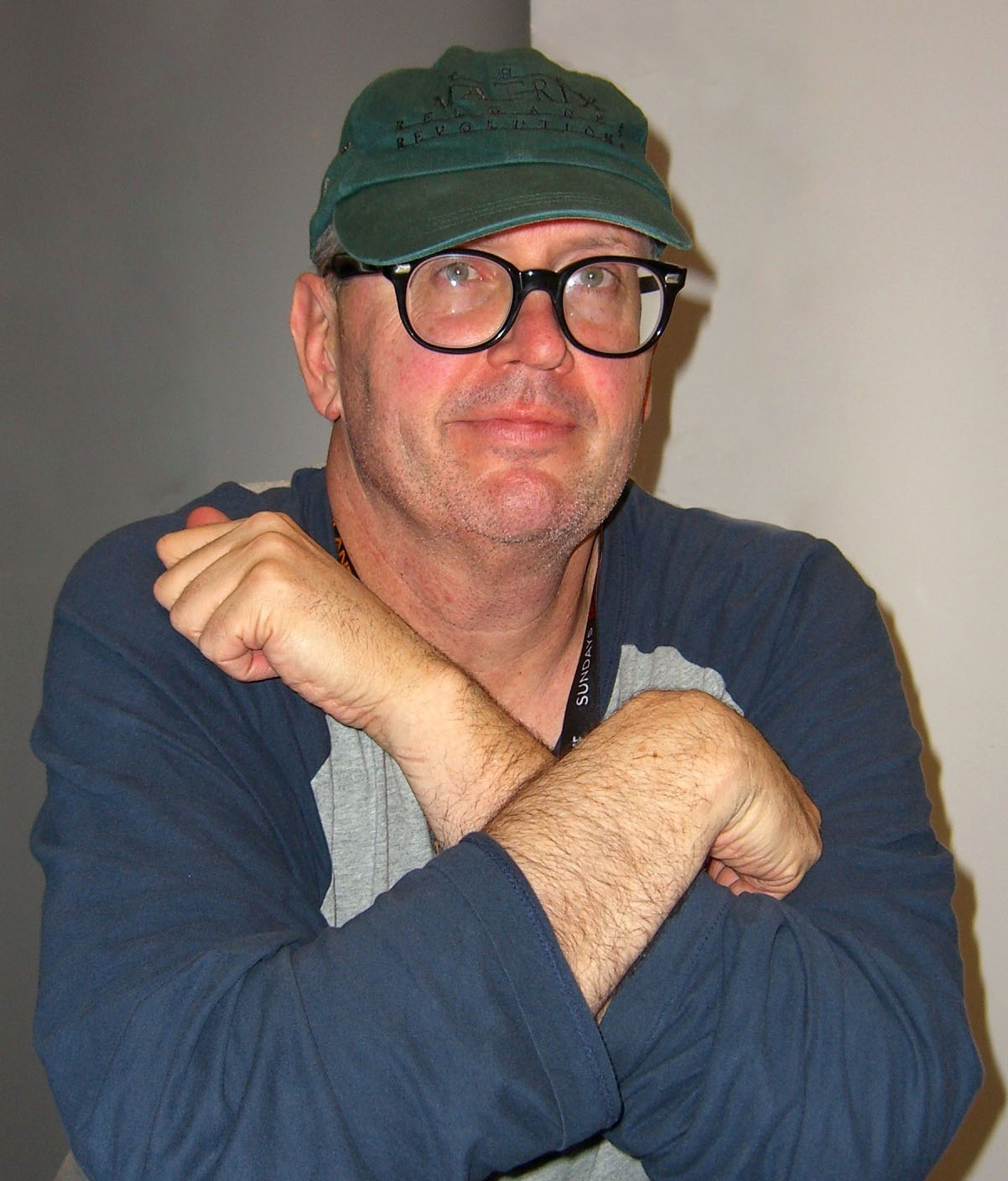
Geof Darrow 2011

Geof Darrow (* 21. Oktober 1955 in Cedar Rapids, Iowa) ist ein US-amerikanischer Comiczeichner.

## Biographie
Darrows bekannteste Werke sind der künstlerische Entwurf zum Design der Action-Filmtrilogie Matrix und der Comicband The Big Guy and Rusty the Boy Robot, nach dem eine Zeichentrickserie entstand. 
Darrows aufwändiger Stil zeichnet sich (neben einer Schwäche für Gewaltdarstellungen) durch eine Vorliebe für Design der 1950er Jahre und eine erstaunliche Vielzahl von Details aus, die ihn häufig auch am pünktlichen Einhalten von Abgabeterminen hindert. 
Roboter wurden mehrfach Thema seiner Werke. In Hard Boiled wird der Roboter Nixon nach einem Amoklauf mit großem Aufwand zurück in die Konzernzentrale der Willeford Company geschleift, neu programmiert und wieder in sein Scheinleben als Versicherungsvertreter entlassen. Doch schon bei seinem nächsten Fall kommt Nixon erneut durcheinander, erfährt von seiner wahren Identität und den Hoffnungen, die die übrigen Roboter zwecks Befreiung in seine Kampfkraft setzen. Nixon beginnt einen Ein-Mann-Krieg gegen Willeford. 1996 erschien Big Guy and Rusty the Boy Robot, eine Hommage an japanische Monsterfilme und die Comics der 50er, 60er und 70er. Durch ein Experiment in Japan entsteht ein Monster, gegen das das Militär machtlos ist. Japan alarmiert die Superwaffe „Rusty“, einen atomgetriebenen Roboter in Kinderform – der scheitert. Daraufhin bittet Japan bei den USA um Hilfe, die den (letztlich erfolgreichen) Allzweckroboter „The Big Guy“ entsenden. 

## Werke
- La Cité Feu (1984) mit Moebius; Reproduktion als City of Fire
- Bourbon Thret (1986)
- Hard Boiled mit Frank Miller (1990)
- Big Guy and Rusty the Boy Robot (1996)
- Doc Frankenstein (2004)
- Shaolin Cowboy (2005)

## Auszeichnungen
- 1991: Eisner Award zusammen mit Frank Miller als „Best Writer/Artist (Bester Autor/Zeichner)“
- 1996: Eisner Award für The Big Guy and Rusty the Boy Robot in der Kategorie „Best Artist/Penciller/Inker or Penciller/Inker Team“
- 2006: Eisner Award für Shaolin Cowboy in den Kategorie „Best Writer/Artist (Bester Autor/Zeichner)“ und „Best Writer/Artist: Drama (Bester Autor/Zeichner: Drama)“